# Гранична точка
Гранична точка множини або точка скупчення множини чи точка згущення множини — це така точка, будь-який окіл якої містить нескінченну кількість точок даної множини.

## Визначення
Нехай задано топологічний простір {\displaystyle (X,{\mathcal {T}})}, де {\displaystyle X} — довільна множина, а {\displaystyle {\mathcal {T}}} — означена на {\displaystyle X} топологія. Нехай також задано підмножину {\displaystyle A\subset X}. Точка {\displaystyle x\in X} називається граничною точкою множини {\displaystyle A}, якщо для будь-якої відкритої множини {\displaystyle U\in {\mathcal {T}}}, такої що {\displaystyle x\in U} виконується
{\displaystyle (U\setminus x)\cap A\not =\emptyset }.
У разі якщо {\displaystyle A\subset \mathbb {R} }, точка {\displaystyle x_{0}} називається граничною точкою множини A, якщо {\displaystyle \forall \varepsilon >0\quad \exists x\in A\setminus \{x_{0}\}:|x-x_{0}|<\varepsilon }
Для послідовності точок {\displaystyle \{x_{n}\}} в топологічному просторі граниною точкою {\displaystyle x} буде називатись точка, будь-який окіл якої містить нескінченну кількість точок {\displaystyle _{n}} послідовності.

## Пов'язані поняття
- Сукупність всіх граничних точок множини A називається її похідною множиною і позначається {\displaystyle A'}.
- Об'єднання самої множини A з її похідною множиною A' називається замиканням множини і позначається {\displaystyle {\bar {A}}} або {\displaystyle [A]}.

## Властивості
- У метричних просторах, якщо x — гранична точка A, то існує послідовність {\displaystyle \{x_{n}\}_{n=1}^{\infty }\subset A}, що цілком лежить в A і така, що {\displaystyle x_{n}\to x} при {\displaystyle n\to \infty }.
  - Топологічні простори, для яких виконується ця властивість, називаються простори Фреше — Урисона
- Не всяка точка множини A мусить бути граничною. І навпаки, гранична точка множини не конче їй належить.
- Будь-яка нескінченна і обмежена підмножина евклідового простору має хочаб одну граничну точку.
- Границя послідовності точок в топологічному просторі {\displaystyle (X,{\mathcal {T}})} завжи є точкою згущення цієї послідовності, проте в загальному випадку, не кожна гранична точка є границею послідовності. У випадку, якщо для будь-якої граничної точки будь-якої послідовності можливий вибір підпослідовності, що збігається до неї, то топологічний простір {\displaystyle (X,{\mathcal {T}})} задовільняє першу аксіому зліченності.